# Angolatitan
Angolatitan – rodzaj zauropoda z kladu Titanosauriformes żyjącego w późnej kredzie (późny turon, ok. 90 mln lat temu) na terenach dzisiejszej Afryki. Gatunkiem typowym jest A. adamastor, którego holotypem jest niekompletna prawa przednia kończyna z zachowaną łopatką, kością ramienną, promieniową i łokciową oraz trzema kośćmi śródręcza. Skamieniałości Angolatitan odkryto w należących do formacji Itombe złożach Tadi w Angoli (prowincja Bengo); A. adamastor jest pierwszym nieptasim dinozaurem odkrytym w Angoli i pierwszym znanym afrykańskim zauropodem, który żył w późnym turonie. Zauropoda tego charakteryzuje posterowentralne (tylno-brzuszne) wzniesienie na górnej ćwierci łopatki, ostra medioproksymalna (przyśrodkowo-górna) krawędź kości ramiennej, prostokątny boczny róg górnej nasady kości ramiennej, górna krawędź kości łokciowej z anteromedialnym (rosnącym w kierunku przednio-przyśrodkowym) wyrostkiem kostnym oraz dwa małe wybrzuszenia na przedniej powierzchni dystalnej (dolnej) nasady pierwszej kości śródręcza.
Z przeprowadzonej przez autorów opisu Angolatitan analizy kladystycznej (w oparciu o macierz danych z analizy Wilsona, 2002 zmodyfikowanej na podstawie danych z macierzy Upchurcha, Barretta i Dodsona, 2004) wynika, że zauropod ten był przedstawicielem kladu Titanosauriformes bardziej bazalnym niż rodzaj Euhelopus i grupa Titanosauria, ale bliżej spokrewnionym z nimi niż brachiozaur. Z analizy tej wynika zatem, że A. adamastor jest najbardziej bazalnym znanym przedstawicielem kladu Somphospondyli (obejmującego przedstawicieli Titanosauriformes bliżej spokrewnionych z Saltasaurus loricatus niż z Giraffatitan brancai). Jeśli przyszłe analizy kladystyczne dadzą podobne rezultaty, będzie to oznaczać, że Angolatitan był jednym z nielicznych zauropodów nie należących do tytanozaurów żyjących w późnej kredzie, kiedy to właśnie tytanozaury były najliczniej reprezentowaną grupą zauropodów. Odkrycie A. adamastor dowodziłoby zatem przetrwania bazalnych przedstawicieli Titanosauriformes nie należących do Titanosauria do późnej kredy (przynajmniej na obszarze Afryki). Tak długiego przetrwania tych zauropodów mogą też dowodzić inne skamieniałości z Afryki: odkryte w Maroku kości kończyny tylnej żyjącego w mastrychcie przedstawiciela Titanosauriformes o niepewnej pozycji filogenetycznej, wykazujące podobieństwa do kości bazalnych przedstawicieli grupy, oraz odkryta w Egipcie kość udowa żyjącego w mastrychcie przedstawiciela Titanosauriformes o niepewnej pozycji filogenetycznej, wykazująca podobieństwa do kości udowych brachiozaurów.
Oprócz A. adamastor w złożach Tadi odkryto też skamieniałości amonitów, szkarłupni, ryb, plezjozaurów i mozazaurów, co dowodzi, że dzisiejsze wybrzeże Angoli w późnej kredzie znajdowało się pod powierzchnią Atlantyku; szczątki okazu holotypowego Angolatitan adamastor prawdopodobnie zostały zniesione do morza po śmierci zwierzęcia. Miejsce na wybrzeżu Angoli, gdzie odkryto szczątki Angolatitan obecnie znajduje się na szerokości geograficznej 8°S; ponieważ Afryka zaczęła dryfować na północny wschód dopiero ok. 100 mln lat temu, a wcześniej dryfowała na południowy wschód, 90 mln lat temu miejsce odkrycia kości A. adamastor znajdowało się na szerokości ok. 24°S. Zdaniem autorów opisu A. adamastor obszary Afryki znajdujące się w późnej kredzie na szerokości między 15°S a 30°S, które prawdopodobnie zasiedlał Angolatitan, cechowały się suchym klimatem (czego główną przyczyną było krążenie powietrza w obrębie komórek Hadleya). A. adamastor był więc prawdopodobnie zauropodem przystosowanym do suchego, być może nawet pustynnego środowiska.